# Monica Birwinyo
Monica Jacobs Birwinyo (4 de junio de 1990) es una actriz y personalidad televisiva de Uganda.

## Carrera
Comenzó su carrera como actriz en papeles no acreditados y posteriormente, obtuvo personajes recurrentes en Imbabazi, The Pardon, Beauty to Ashes y la serie de NBS Because of U.
En marzo de 2012, fue confirmada junto a Irene Asumpta y Jacob Nsaali como coanfitriones de la primera temporada de Movie Digest Show. También fue escogida como copresentadora de la segunda temporada con Usama Mukwaya. En Imbabazi, The Pardon, dirigida por Joel Karekezi, actuó como Muhoza.